# David Frost (periodista)
David Paradine Frost (Tenterden, 7 de abril de 1939 - MS Queen Elizabeth, 31 de agosto de 2013) fue un periodista, comediante, personalidad mediática, presentador de televisión y escritor británico.
Después de graduarse en la Universidad de Cambridge, en 1962 saltó a la fama en su país cuando fue elegido como presentador del programa satírico That was the week that was (‘esa fue la semana que fue’). Durante la última parte de su carrera, llegó a ser conocido por sus entrevistas televisivas con figuras políticas ―entre ellas al expresidente de Estados Unidos Richard Nixon en 1977, que fue adaptada para el cine.
En 1983, Frost fue una de las figuras clave en la puesta en marcha de la estación de ITV desayuno TV-am. Para la BBC, dirigió entre 1993 y 2005 el programa de entrevistas Breakfast with Frost, de los domingos por la mañana. Pasó dos décadas como anfitrión del programa Through the keyhole (‘a través del ojo de la cerradura’). De 2006 a 2012 fue anfitrión del programa semanal Frost over the world en el canal Al Jazeera English, y desde 2012, el programa semanal The Frost interview (‘la entrevista Frost’).
Frost falleció el 31 de agosto de 2013, a los 74 años de edad, a bordo del crucero Queen Elizabeth cuando navegaba por el Mar Mediterráneo en su travesía entre Southampton y Civitavecchia, en el que había sido contratado para dar un discurso.

## Premios selectos
- 1970: Oficial de la Orden del Imperio Británico).[2]
- 1993: Knight Bachelor[3]
- 1994: Doctor honoris causa por la Universidad de Sussex
- 2005: Miembro de la BAFTA (British Academy of Film and Television Arts).
- 2009: Doctor honoris causa en Letras por la Universidad de Winchester
- 2009: Lifetime Achievement Award (Premio a los logros de toda una vida) en los premios Emmy.

## Publicaciones
- 1978: "I gave them a sword": behind the scenes of the Nixon interviews (1978).
  - 2007: reeditado como Frost/Nixon.
- 1984: David Frost's Book of Millionaires, Multimillionaires, and Really Rich People.
- 1986: The Rich Tide: Men, Women, Ideas and Their Transatlantic Impact. With Michael Shea.
- 1993: An autobiography. Part 1: From congregations to audiences.